# Ulica Zaporoska we Wrocławiu
Ulica Zaporoska – dwujezdniowa aleja z pasem zieleni pośrodku w południowym dawnym przedmieściu Wrocławia (Krzyki), łącząca ul. Grabiszyńską z placem Powstańców Śląskich, gdzie łączy się z ulicami Sudecką i Powstańców Śląskich.
Aleja wytyczona została pod koniec XIX w. podczas budowy założeń urbanistycznych nowej dzielnicy cesarza Wilhelma I Hohenzollerna (Kaiser-Wilhelm-Viertel). Nosiła wówczas nazwę Hohenzollernstraße i ciągnęła się także poza plac Powstańców Śląskich. Podczas oblężenia Festung Breslau w gruzach legła niemal cała zabudowa dzisiejszej Zaporoskiej; do odbudowy nadawało się tylko parę kamienic po zachodniej stronie ulicy (na rogu z pl. Powstańców Śląskich, na rogu z ul. Energetyczną oraz budynek przy Szczęśliwej/Skwierzyńskiej), wszystkie inne zostały zniszczone w stopniu nie nadającym się do uratowania. Po wojnie cała Hohenzollernstraße nazwana została ulicą Sudecką.
W roku 1969, kiedy władze miasta Zaporoże w Ukraińskiej SRR nazwały jedną ze swoich ulic „Wrocławską”, komunistyczne władze Wrocławia uznały, że powinny uhonorować ukraińskie miasto w podobny sposób i fragment ulicy Sudeckiej – od Grabiszyńskiej do placu Powstańców Śląskich – przemianowały na ulicę Zaporoską. Liczy ona około 1,3 kilometra długości; jej przedłużeniem na południe, poza Pl. Powstańców jest ul. Sudecka, a na północ, poza Grabiszyńską – ul. Szpitalna.
Przy Zaporoskiej znajdują się trzy place:
- najdalej na północ trójkątny plac, dziś zupełnie nieczytelny z uwagi na punktową zabudowę w okolicy i na samym placu – obecnie nosi nazwę Skwer Ptasi Zagajnik (dawniej niem. Hohenzollernplatz, potem Plac Jakuba Szeli),
- drugi na skrzyżowaniu z Gajowicką (niem. Gabitzstraße) okrągły, z klombem kwiatów pośrodku i rondem dookoła – 3 października 2012 roku go nazwano Rondem Żołnierzy Wyklętych[a][1],
- trzeci prostokątny, na skrzyżowaniu z ul. Zielińskiego (Höfchenstraße) – plac Ludwika Hirszfelda (dawniej Höfchenplatz, tuż przed wojną przemianowany na Franz-Seldte-Platz, po wojnie do 1954 r. plac Prostokątny).

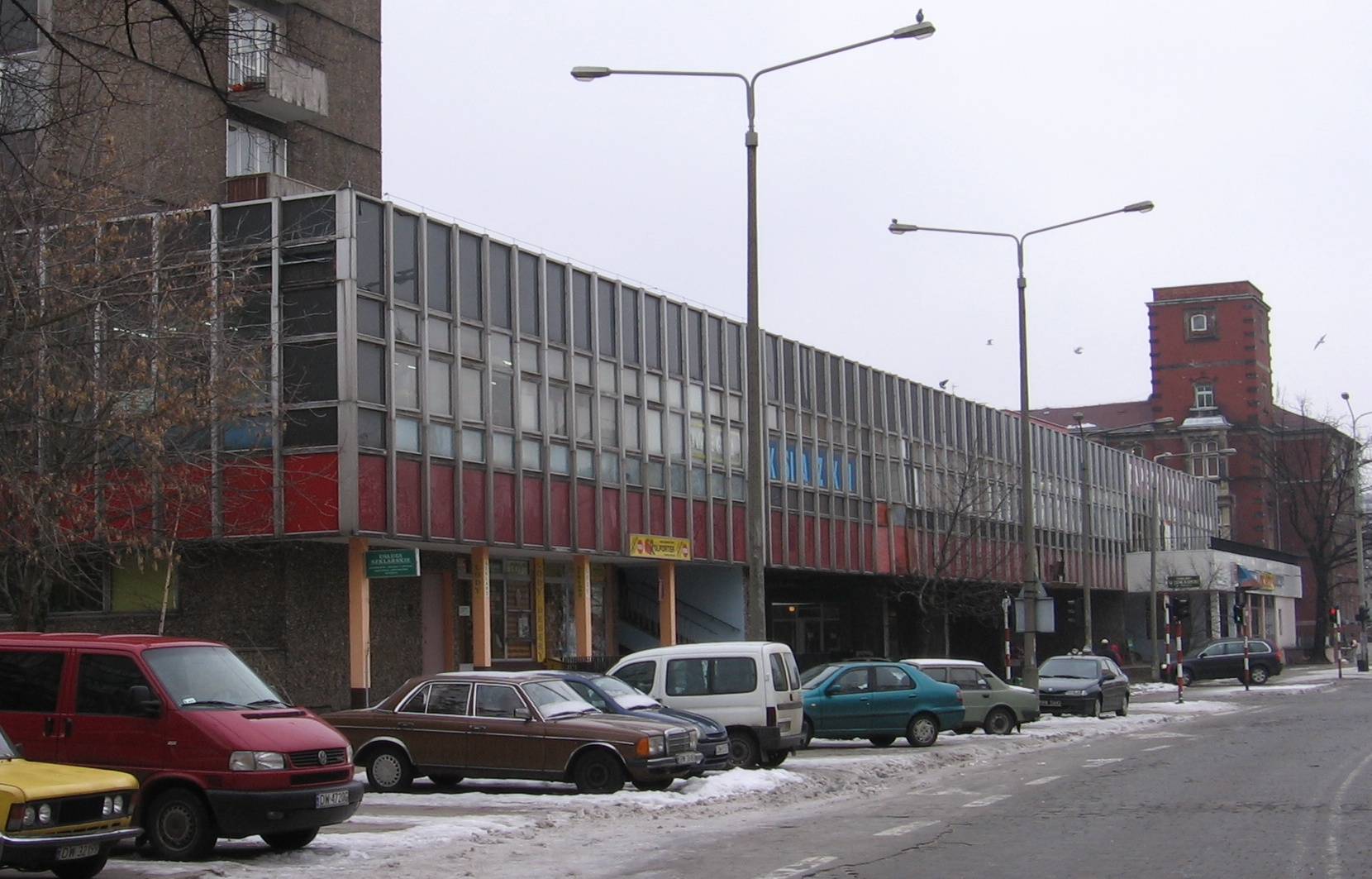
Pawilon na pl. Hirszfelda rok przed rozbiórką

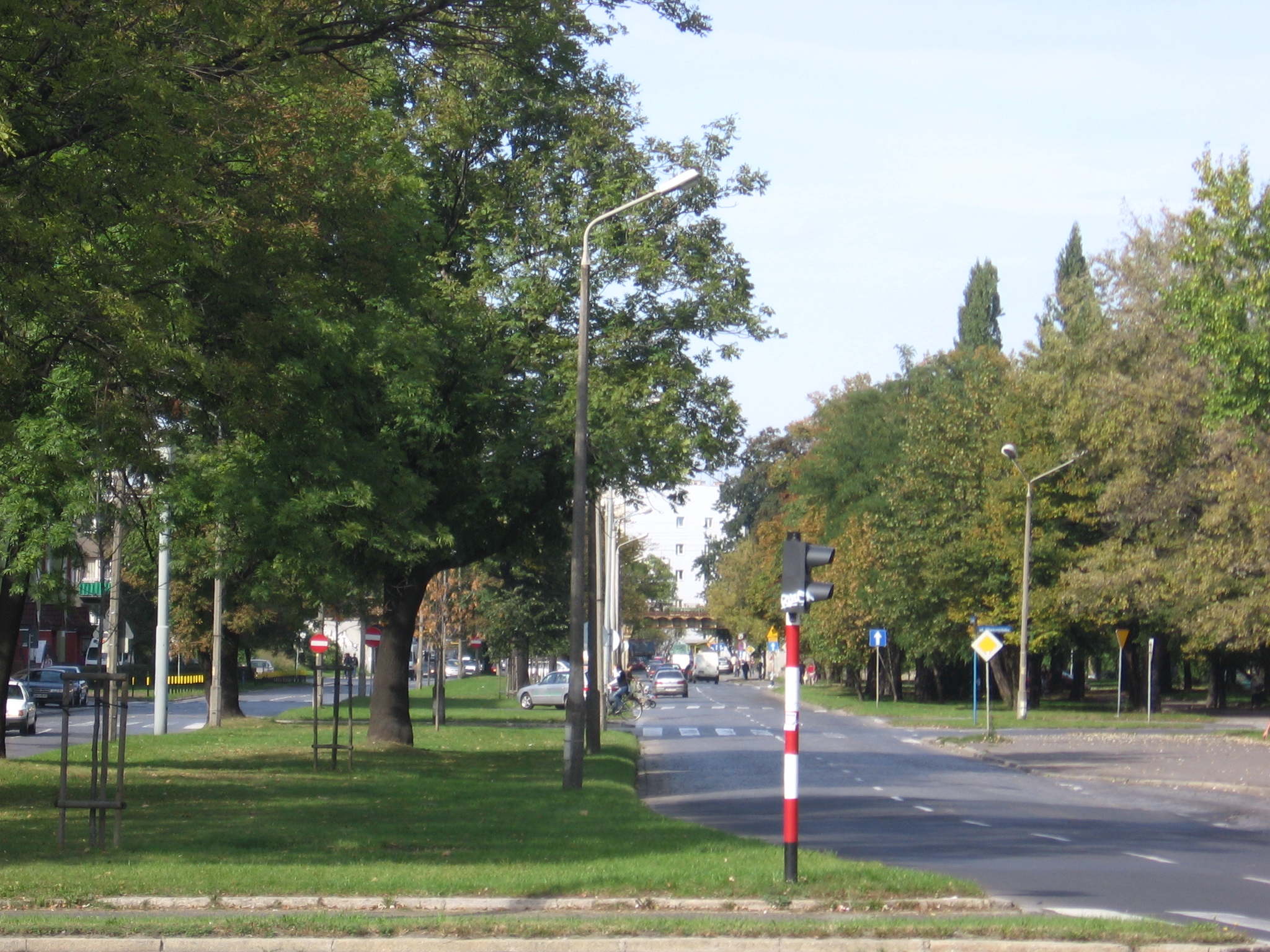
Ulica Zaporoska, widok z Ronda Żołnierzy Wyklętych na północ…

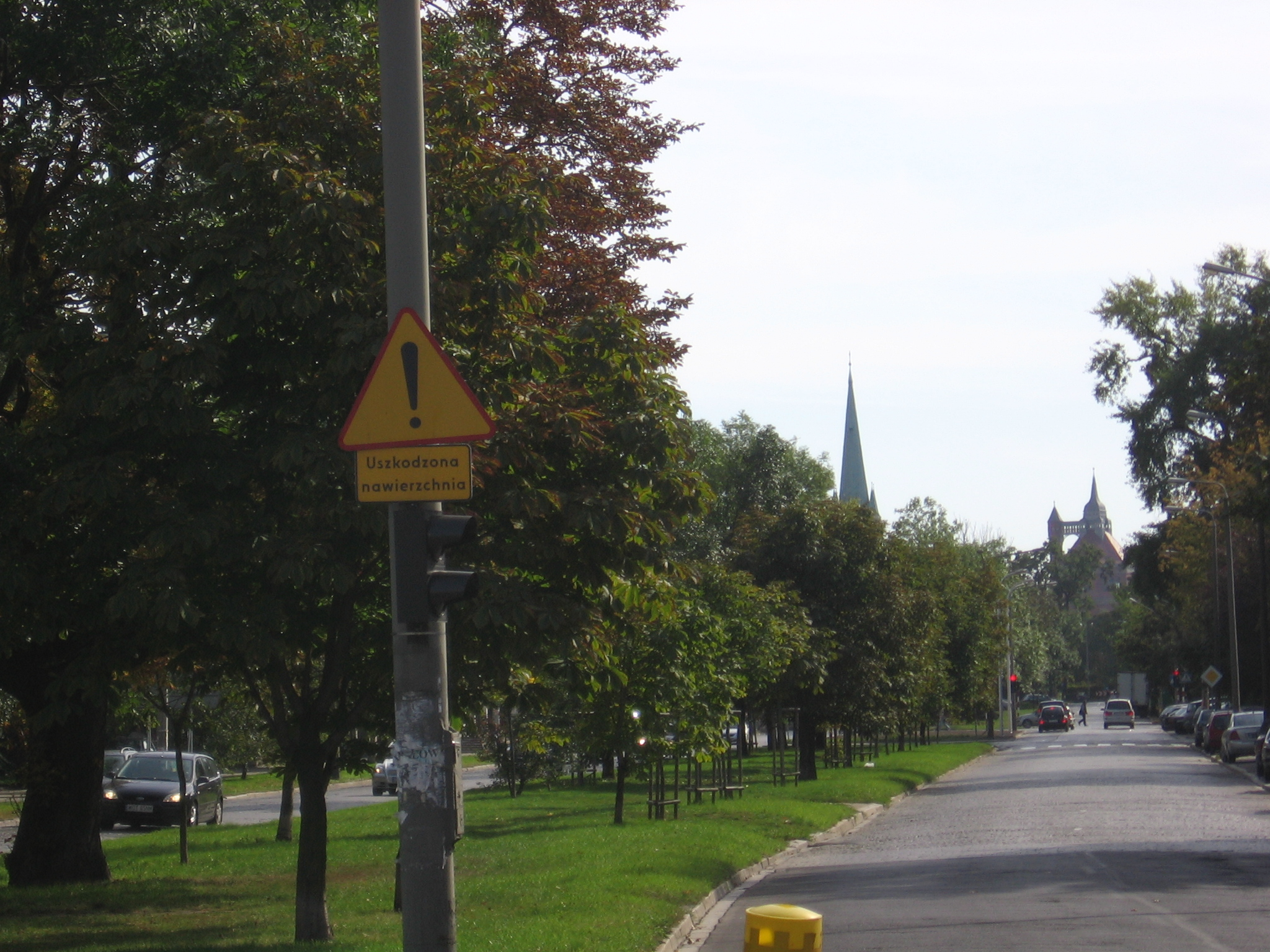
… i na południe; w głębi dwie wieże: po lewej kościół św. Augustyna przy Sudeckiej, po prawej wieża ciśnień przy Wiśniowej

W latach 70. prostokątny plac Hirszfelda zabudowany został kompleksem mieszkaniowo-handlowo-usługowym wedle projektu architekta Leszka Tumanowicza.
Ulica Zaporoska wykorzystywana bywa niekiedy jako trasa kolarskich kryteriów ulicznych, zwykle wykorzystywane są obie ok. 800-metrowe jezdnie od Grabiszyńskiej do placu Hirszfelda, jedna w kierunku północ-południe, a druga w kierunku powrotnym.